# Christian Vander
Christian Vander (Nogent-sur-Marne, Val-de-Marne, 21 de fevereiro de 1948) é um baterista e músico francês, fundador da banda Magma. Além do trabalho com Magma, também se apresentou solo, com o Christian Vander Trio e o Christian Vander Quartet, e em Offering.